# Queichkanal
Queichkanal ist die Bezeichnung für den befestigten Lauf der Queich innerhalb der Innenstadt von Landau in der Pfalz und eine geschützte Denkmalzone. Im Zuge der Errichtung der Vaubanschen Festung Landau ab dem späten 17. Jahrhundert angelegt, bilden die Uferbefestigungen, Brücken und Schleusen der Queich heute eine Denkmalzone der Stadt.  Neben dem Flusslauf ist der erhaltene Teil der altstädtischen Uferbebauung zwischen Marktstraße und Klosterbrückchen hin Teil des Denkmalzone, dieses Ensemble wird von Gästeführern gerne als „Klein-Venedig“ bezeichnet.
Der Queichkanal darf nicht verwechselt werden mit dem ebenfalls Ende des 17. Jahrhunderts angelegten Albersweilerer Kanal, der ursprünglich zwischen Landau und den Steinbrüchen in Albersweiler parallel zur Queich verlief und heute nur noch in Teilen erhalten ist.

## Verlauf
Der als Denkmal geschützte Abschnitt des Queichlaufs beginnt im Westen ungefähr auf Höhe des Schillerparks, wo nach Norden hin der sogenannte Bürgergraben abzweigt. Hier überquert die Straße An 44 den Fluss mit einem historischen Brückenbau. Die Queich fließt nach Osten umgeben von gründerzeitlichen Bauten unter dem Westring hindurch, passiert kurz vor der Waffenstraße ein historisches Schleusenhaus und unterquert anschließend die Waffenstraße. Hier folgen auf beiden Flussseiten moderne Gebäude der Hauptstelle der VR Bank Südpfalz, die durch eine Gebäudebrücke über den Fluss verbunden sind. Unterhalb der Marktstraße ist die Queich gedeckelt und tritt hinter der barocken Rückfassade des Hauses Marktstraße 87 wieder hervor. Das Areal bis zum Klosterbrückchen bildet das von vorgründerzeitlichen Bauten umstandene Ensemble „Klein-Venedig“. Die Uferbebauung des folgenden Abschnitts bis zur Königstraße wurde größtenteils im Zweiten Weltkrieg zerstört, so dass der Bereich heute eher modern gestaltet ist. Zwischen Kron- und Königstraße war die Queich nach dem Krieg ursprünglich gedeckelt und mit einem Parkplatz überbaut, hier wurde der Flusslauf erst 2006 bis 2007 wieder freigelegt.
Ein weiterer historischer Abschnitt folgt ab der Königstraße vorbei an der spätbarocken Neumühle und dem alten Hafermagazin aus bayerischer Festungszeit, das zu einem Wohnkomplex ausgebaut wurde. Entlang der Schleusenstraße ist der Fluss besonders markant befestigt. Hier stand gegenüber der Hausnummer 4 früher ebenfalls ein Schleusenhaus, dessen Unterbau noch als Brücke erhalten ist. Der Ostring überquert die Queich mit einer weiteren historischen Brücke, bevor der Fluss über die Ostbahn- und Maximilianstraße die Landauer Innenstadt nach Osten in den Stadtteil Queichheim verlässt.